# Georg Friedrich Creuzer
Georg Friedrich Creuzer (Marburgo, 10 de março de 1771 — Heidelberg, 16 de fevereiro de 1858)  foi filólogo, arqueólogo, orientalista e mitólogo alemão. Filho de um encadernador de livros, estudou na Universidade de Jena indo em seguida para Leipzig onde deu aulas particulares. Em 1802 foi nomeado professor em Marburgo e dois anos depois professor de filologia e história antiga em Heidelberg, onde ocupou esse cargo durante quarenta e cinco anos, excetuando um curto período onde lecionou na Universidade de Leiden.

## Publicações
- Symbolik und Mythologie der alten Völker, besonders der Griechen, 1812 (Digitalização: 3. Teil, 4. Teil, Ausgabe 1821, 1. Teil, Ausgabe 1836)
- Meletemata e disciplina antiquitatis, 1817 (Digitalização)
- Oratio de civitate Athenarum omnis humanitatis parente, 1826 (Digitalização)
- Ein alt-athenisches Gefäss mit Malerei und Inschrift, 1832 (Digitalização)
- Zur Geschichte alt-römischer Cultur am Ober-Rhein und Neckar, 1833 (Digitalização)
- Aus dem Leben eines alten Professors, 1848 (Digitalização)
- Zur Geschichte der classischen Philologie seit Wiederherstellung der Literatur, 1854 (Digitalização)
- Zur Geschichte der griechischen und römischen Literatur. Abhandlungen, 1854 (Digitalização)